# John Souza
John Souza, teljes nevén John Souza-Benavides, becenevén Clarkie (Fall River, 1920. július 12. – 2012. március 11., Pennsylvania) amerikai labdarúgó, csatár.

## Karrierje
Pályafutását a Ponta Delgadában kezdte. A csapattal 1947-ben kupagyőzelmet ünnepelhetett 1947-ben, valamint három egymást követő évben (1946 és 1948 között) az amatőr kupát is elhódították. 1951-ben a New York German-Hungarianshez igazolt, amellyel még ebben az évben még egyszer megnyerte mindkét korábban említett kupasorozatot.
A válogatottban 1948-ban mutatkozhatott be. A nemzeti csapattal részt vett az 1950-es vb-n is. Sokáig úgy tartották, hogy két amerikai gólt is ő szerzett, azonban pontosabb források megállapították, hogy Spanyolország ellen Gino Pariani talált be, a chileiek ellen pedig Frank Wallace szerezte az első amerikai gólt. Sokáig ő volt az egyetlen amerikai, aki a világbajnokság álomcsapatába be tudott kerülni. Ez legközelebb Claudio Reynának sikerült 2002-ben.
Részt vett a londoni és a helsinki olimpián is, a válogatottban pedig összesen tizennégy alkalommal lépett pályára, melyeken három gólt szerzett.
1976-ban, csapattársaival együtt posztumusz bekerült az amerikai labdarúgó-hírességek csarnokába.